# Instytucja finansowa
Instytucja finansowa – podmiot gospodarczy, którego głównym celem jest świadczenie na rzecz klientów (niekiedy: członków samej instytucji) usług finansowych, w tym w szczególności operowanie zasobami finansowymi, czyli gromadzenie i wydatkowanie środków pieniężnych, jak również świadczenie usług pośrednictwa finansowego.
W większości krajów funkcjonowanie instytucji finansowych podlega mniej lub bardziej ścisłej kontroli państwa.

## Rodzaje instytucji finansowych
Istnieje wiele możliwości klasyfikacji instytucji finansowych – ze względu na formę prawną (bankowe, niebankowe, parabankowe), zasięg (lokalne, krajowe, międzynarodowe), cel działalności (zarobkowe, non-profit), charakter prowadzonej działalności (depozytowe, ubezpieczeniowe, emerytalne, inwestycyjne).
Najpowszechniej spotykana jest klasyfikacja funkcjonalna instytucji finansowych i ich podział na:
- instytucje depozytowe – przyjmujące depozyty pieniężne od przedsiębiorstw i ludności w celu udzielania kredytów, pożyczek lub obciążania tych środków pieniężnych ryzykiem w inny sposób – do instytucji takich zaliczamy banki i związki kredytowe (w Polsce: SKOK); instytucjami depozytowymi nie są instytucje pożyczkowe, albowiem udzielają one pożyczek z kapitałów własnych lub emisji papierów dłużnych,
- instytucje rozpraszania ryzyka – tj. przede wszystkim zakłady ubezpieczeń, które przejmują ryzyko ubezpieczeniowe jednostek w zamian za niewielką (względem tego ryzyka) składkę ubezpieczeniową, rozpraszając ryzyko ubezpieczeniowe na większą zbiorowość[2], zakłady reasekuracji, które przejmują część ryzyka od pojedynczych zakładów ubezpieczeń i rozpraszają je pomiędzy wiele zakładów ubezpieczeń, a także zakłady ubezpieczeń na życie oraz podobne instytucje zapewniające zabezpieczenie finansowe na starość,
- instytucje inwestycyjne – pośredniczące przy inwestowaniu środków finansowych w dochodowe przedsięwzięcia o różnym poziomie ryzyka; w tym: fundusze inwestycyjne, fundusze emerytalne, banki inwestycyjne itp.[3]

Niezależnie od powyższych, „ekonomicznych” definicji i klasyfikacji instytucji finansowych, przepisy wielu państw ustalają własne definicje i klasyfikacje instytucji finansowych na potrzeby regulowania ich działalności, w szczególności dla precyzyjnego określania ciążących na nich obowiązków oraz nadzorowania ich aktywności.

## Instytucje finansowe w Polsce
Wartość aktywów instytucji finansowych w Polsce w 2013 roku przekroczyła 2 bln zł, z czego większość (ponad 60%) przypadła na banki komercyjne.
W polskim prawie występuje kilka, znacząco różniących się, definicji instytucji finansowej. Zróżnicowanie to wynika z różnych celów i zakresów poszczególnych regulacji.

### Prawo bankowe
Prawo bankowe nie zawiera obecnie odrębnej definicji instytucji finansowej i odsyła w tym zakresie do unijnego rozporządzenia nr 575/2013. Definicja instytucji finansowej w rozporządzeniu 575 ma charakter funkcjonalny. Rozmaite definicje instytucji finansowych i zróżnicowane regulacje (np. co do formy prawnej i zakresu dopuszczalnych usług) w poszczególnych państwach UE nie pozwalają na posługiwanie się jednolitą terminologią w całej Wspólnocie.
Definicja instytucji finansowej w rozumieniu rozporządzenia 575 (a więc i Prawa bankowego) obejmuje przedsiębiorstwa, których podstawową działalnością jest wykonywanie co najmniej jednego z następujących rodzajów działalności: udzielanie kredytów, w tym kredytów konsumenckich, leasing, usługi płatnicze, emisja środków płatności w rodzaju czeków, udzielanie gwarancji, obrót niektórymi instrumentami finansowymi (czekami, wekslami, certyfikatami depozytowymi, dewizami, opcjami i kontraktami terminowymi, swapami, papierami wartościowymi), uczestniczenie w emisji papierów wartościowych, doradztwo w zakresie struktury kapitałowej czy strategii przemysłowej oraz przekształceń własnościowych, pośrednictwo na rynku pieniężnym, zarządzanie portfelem inwestycyjnym i doradztwo w tym zakresie, przechowywanie i administrowanie papierami wartościowymi oraz emisja pieniądza elektronicznego.
Instytucjami finansowymi w myśl tej definicji są także instytucje płatnicze oraz spółki holdingowe instytucji finansowych (z wyjątkiem spółek holdingowych instytucji ubezpieczeniowych).
Instytucjami finansowymi w myśl tej definicji nie są podmioty, których podstawowa działalność polega na przyjmowaniu depozytów, tj. banki (z siedzibą w Polsce lub innym państwie UE) i instytucje kredytowe (z siedzibą w innym niż Polska państwie UE).

#### Instytucje finansowe w KSH
Odrębną definicję instytucji finansowej zawiera Kodeks spółek handlowych. W przeciwieństwie do definicji z Prawa bankowego, która ma charakter funkcjonalny, zaliczenie do instytucji finansowych w rozumieniu ksh jest uzależnione tylko od konkretnej formy prawnej, w której działa podmiot. KSH zalicza do instytucji finansowych następujące kategorie podmiotów (pod warunkiem, że mają siedzibę w Polsce lub innym państwie OECD):
- bank
- fundusz inwestycyjny
- towarzystwo funduszy inwestycyjnych
- alternatywna spółka inwestycyjna zarządzana przez zarządzającego ASI w rozumieniu przepisów o funduszach inwestycyjnych i zarządzaniu alternatywnymi funduszami inwestycyjnymi, prowadzącego działalność na podstawie zezwolenia oraz taki zarządzający
- zakład ubezpieczeń
- zakład reasekuracji
- towarzystwo emerytalne
- fundusz emerytalny
- dom maklerski.

Pozostałe podmioty, choćby świadczyły usługi finansowe i były instytucjami finansowymi w rozumieniu Prawa bankowego, nie są instytucjami finansowymi w rozumieniu KSH. Nie są więc nimi – w rozumieniu KSH – np. SKOK-i.

### Autonomiczne definicje instytucji finansowej
Niektóre ustawy (np. Ordynacja podatkowa) posługują się pojęciem instytucji finansowej nie definiując go w sposób precyzyjny oraz nie precyzując, czy należy je rozumieć zgodnie z definicją z Prawa bankowego czy też z KSH, co może powodować istotne wątpliwości interpretacyjne.
Całkowicie autonomiczną definicją instytucji finansowej posługuje się Ustawa o udzielaniu przez Skarb Państwa wsparcia instytucjom finansowym, wedle której pojęcie to obejmuje banki krajowe, SKOK-i, fundusze inwestycyjne, domy maklerskie, krajowe zakłady ubezpieczeń i fundusze emerytalne. Ta wąska definicja jest ściśle powiązana z celem ustawy, jakim jest zapewnienie utrzymania przez kluczowe instytucje finansowe płynności płatniczej.

### Nadzór nad instytucjami finansowymi
W Polsce nadzór nad niektórymi instytucjami finansowymi sprawuje Komisja Nadzoru Finansowego. Nadzorowi KNF podlegają banki (nadzór bankowy), fundusze emerytalne i instytucje prowadzące konta emerytalne (nadzór emerytalny), zakłady ubezpieczeń (nadzór ubezpieczeniowy), podmioty rynku kapitałowego (nadzór nad rynkiem kapitałowym), instytucje płatnicze (nadzór nad instytucjami płatniczymi), agencje ratingowe (nadzór nad agencjami ratingowymi), SKOK-i (nadzór nad spółdzielczymi kasami oszczędnościowo-kredytowymi i Krajową SKOK).